# Philomides hoggariensis
Philomides hoggariensis is een vliesvleugelig insect uit de familie Perilampidae. De wetenschappelijke naam is voor het eerst geldig gepubliceerd in 1968 door Ferrière.